# Ward Vanhoof
Ward Vanhoof (Mol, 18 aprile 1999) è un ciclista su strada belga che corre per il Team Flanders-Baloise; è professionista dal 2021.

## Palmarès
- 2019 (Lotto-Soudal U23, una vittoria)

Omloop Het Nieuwsblad Beloften

### Altri successi
- 2016 (Juniores)

Classifica giovani Ain Bugey Valromey Tour
- 2019 (Lotto-Soudal U23)

Campionati belgi, Cronosquadre

## Piazzamenti

### Classiche monumento
- Giro delle Fiandre

2023: ritirato
2024: ritirato
2025: ritirato
- Parigi-Roubaix

2022: 33º
2023: 113º
2024: 98º

### Competizioni continentali
- Campionati europei

Plumelec 2016 - In linea Junior: 27º